# Antonio Acero Céspedes
Antonio Acero Céspedes (siglo XVII) fue un pintor colombiano nacido en Santafé de Bogotá, en el seno de una destacada familia artística. Su padre, Antonio Acero de la Cruz, también fue un reconocido pintor, y su madre fue doña Lorenza de Céspedes. Aunque los detalles de su vida son escasos, se sabe que Antonio Acero Céspedes pintó diversas obras religiosas y probablemente colaboró en los talleres de su padre.
En 1671, creó el famoso lienzo que representa a San Joaquín con la Virgen Niña, una obra que fue venerada en la Iglesia de San Ignacio durante el siglo XVIII. Es probable que Antonio Acero Céspedes haya fallecido en Santafé de Bogotá, aunque no existen registros precisos sobre la fecha exacta de su muerte.

## Obra y técnica
La obra más reconocida de Antonio Acero Céspedes es el cuadro de la Iglesia de San Ignacio que representa a San Joaquín llevando en su brazo derecho a la Niña María, quien aparece coronada. En la parte superior del lienzo se encuentran dos ángeles dispuestos de manera simétrica, creando una composición armoniosa y solemne que refleja las influencias del arte barroco de la época.
Aunque gran parte de su producción artística permanece sin identificar, se presume que su estilo fue profundamente marcado por el entorno religioso y cultural de Santafé de Bogotá en el siglo XVII. Su técnica demuestra una habilidad notable para plasmar la espiritualidad y el simbolismo característicos del arte sacro colonial.